# Karl Attenberger
Karl Attenberger (* 28. Oktober 1885 in München; † 19. November 1951 ebenda) war ein deutscher Kameramann.

## Leben
Der Bruder des Regisseurs und Produzenten Toni Attenberger erhielt seine fotografische Ausbildung an der Technischen Hochschule München. Ab 1906 arbeitete er als Kameraassistent beim Film, und 1917 war er erstmals selbst für die Aufnahmen verantwortlich.
Attenberger kam vor allem bei Heimatfilmen der bayerischen Filmfirma Emelka mit Regisseur Franz Seitz zum Einsatz, hin und wieder drehte er aber auch in Berlin, zum Beispiel für die Prometheus Film. In den 1930er Jahren stand er bei den Adaptionen der Romane von Ludwig Ganghofer für den Münchner Produzenten Peter Ostermayr hinter der Kamera. Er gehörte auch zu den Kameraleuten, die an Leni Riefenstahls Reichsparteitagsfilm Triumph des Willens beteiligt waren.
1940 äußerte er sich in einem Café kritisch über die deutsche Führung und das nationalsozialistische System, woraufhin er von zwei Soldaten auf Heimaturlaub denunziert wurde. Attenberger wurde im Juni 1940 wegen Wehrkraftzersetzung zu sechs Monaten Gefängnis verurteilt und am 6. März 1941 aus der Fachschaft Film der Reichsfilmkammer ausgeschlossen.
Erst im November 1942 wurde er wieder aufgenommen, durfte aber nur noch sechs Werbekurzfilme und zwei Märchenverfilmungen drehen. In der Nachkriegszeit lieferte der krebskranke Kameramann noch die Bilder zu Dokumentationen über die kriegszerstörten Städte Nürnberg und München sowie zu einigen Puppenfilmen.

## Filmografie
| - 1917: Der Rubin des Maharadscha - 1919: Dr. Steffens seltsamster Fall - 1919: Die Ehe einer Achtzehnjährigen - 1920: Das ausgeschnittene Gesicht - 1920: Der letzte Schuß - 1920: Durch alle Höllen - 1920: Das Ende des Abenteuers Paolo de Gaspardo - 1921: Der rote Schatten - 1921: Tom Mürger, der Bankräuber - 1921: Die Flucht ins Jenseits - 1921: Der Christus von Oberammergau - 1922: Marcco, der Todeskandidat - 1922: Marcco kennt keine Furcht - 1922: Marccos schwerer Sieg - 1922: Der Favorit der Königin - 1922: Marcco, der Ringer des Mikado - 1922: Christoph Columbus - 1924: Das blonde Hannele - 1924: Um eines Weibes Ehre - 1925: Das Geheimnis einer Stunde - 1925: Marcco, der Bezwinger des Todes - 1926: Das Lebenslied - 1926: Überflüssige Menschen - 1926: Heimliche Sünder - 1926: Schenk mir das Leben - 1926: Die Villa im Tiergarten - 1927: Klettermaxe - 1927: Was die Kinder ihren Eltern verschweigen - 1927: Männer vor der Ehe - 1927: Die raffinierteste Frau Berlins - 1928: Kindertragödie - 1928: Wo die Alpenrosen blüh’n | - 1928: Die Dame in Schwarz - 1929: Der Grenzjäger - 1929: Wildschütz Jennerwein - 1929: Andreas Hofer - 1930: Der Herrgottschnitzer von Oberammergau - 1930: Der Mönch von St. Bartholomä - 1930: Wildschütz Jennerwein. Herzen in Not - 1930: Das heilige Schweigen - 1930: Wenn die Abendglocken läuten - 1930: Glühende Berge – Flammendes Herz - 1931: Der bebende Berg - 1931: Im Banne der Berge - 1933: Gipfelstürmer - 1934: Schloß Hubertus - 1935: In einem kühlen Grunde - 1935: Der Klosterjäger - 1935: Triumph des Willens - 1936: Schloß Vogelöd - 1936: Standschütze Bruggler - 1936: Der Jäger von Fall - 1937: Der Antennendraht - 1937: Das Schweigen im Walde - 1938: Pitty - 1938: Um Kopf und Kragen - 1938: Männer soll man nicht alleine lassen - 1938: Gewitter im Mai - 1940: Beates Flitterwoche - 1944: Der kleine Muck - 1944: Frau Holle - 1948: Ein Faß voll Spaß (Puppenkurzfilm) - 1948: Das Glücksschwein (Puppenkurzfilm) - 1948: Das verzauberte Tüchlein (Puppenkurzfilm) |

## Anmerkung
1. ↑  Kay Weniger: Zwischen Bühne und Baracke. Lexikon der verfolgten Theater-, Film- und Musikkünstler 1933 bis 1945. Mit einem Geleitwort von Paul Spiegel. Metropol, Berlin 2008, ISBN 978-3-938690-10-9, S. 44.

| Personendaten    | Personendaten        |
| ---------------- | -------------------- |
| NAME             | Attenberger, Karl    |
| KURZBESCHREIBUNG | deutscher Kameramann |
| GEBURTSDATUM     | 28. Oktober 1885     |
| GEBURTSORT       | München              |
| STERBEDATUM      | 19. November 1951    |
| STERBEORT        | München              |